# Ride the Wind (singolo)
Ride the Wind è un singolo del gruppo musicale statunitense Poison, il terzo estratto dal loro terzo album in studio Flesh & Blood nel 1991.
Il brano raggiunse il trentottesimo posto della Billboard Hot 100 e la venticinquesima posizione della Mainstream Rock Songs.

## Tracce
1. Ride the Wind – 3:51

## Classifiche
| Classifica (1991)             | Posizione massima |
| ----------------------------- | ----------------- |
| Canada                        | 31                |
| Stati Uniti                   | 38                |
| Stati Uniti (mainstream rock) | 25                |